# Toxorhynchites rizzoi
Toxorhynchites rizzoi är en tvåvingeart som beskrevs av Deus Palma och Bello Galva 1969. Toxorhynchites rizzoi ingår i släktet Toxorhynchites och familjen stickmyggor. Inga underarter finns listade i Catalogue of Life.